# St. Nikolaus (Dürscheid)

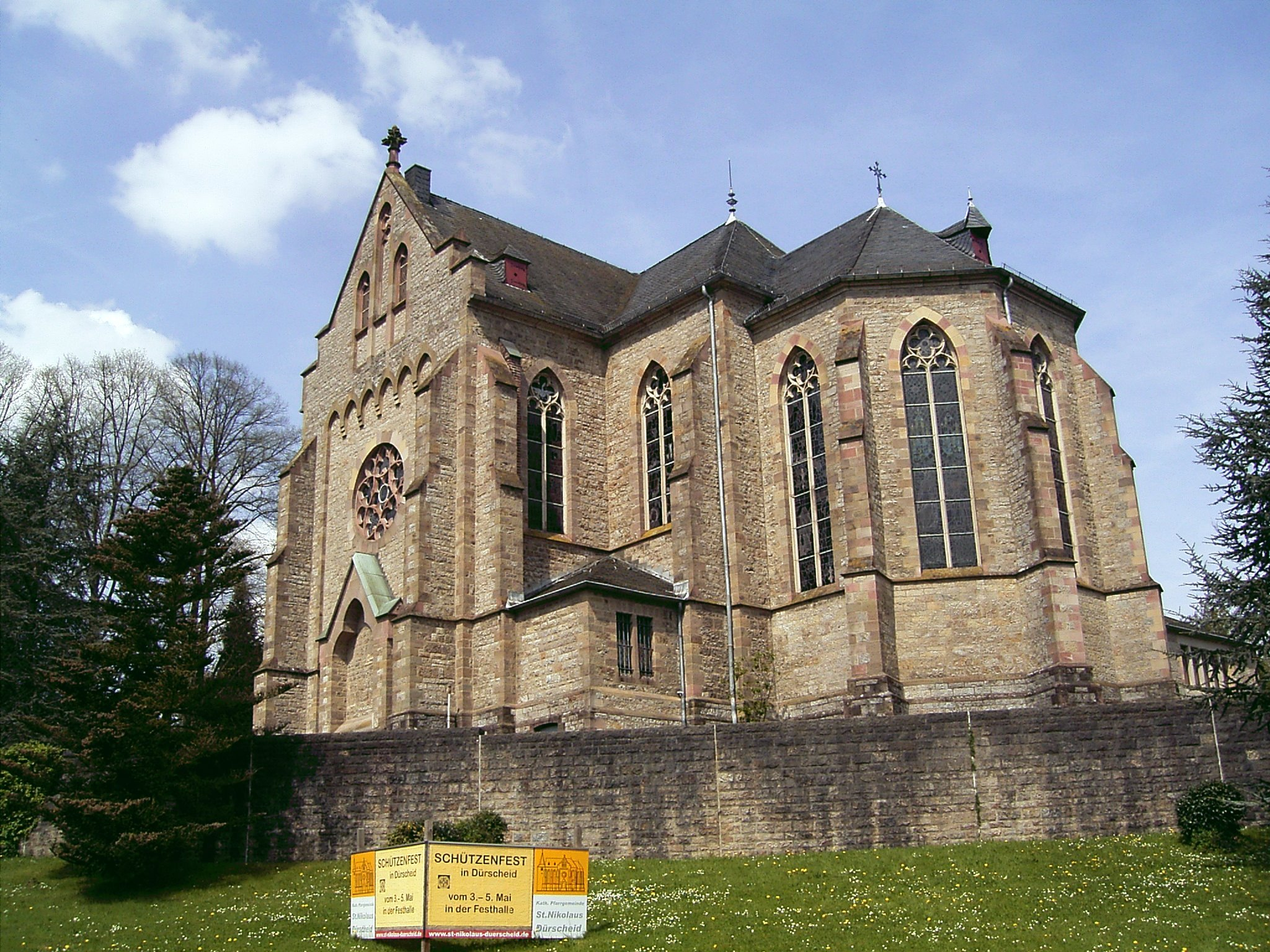
Die neogotische Kirche zu Dürscheid

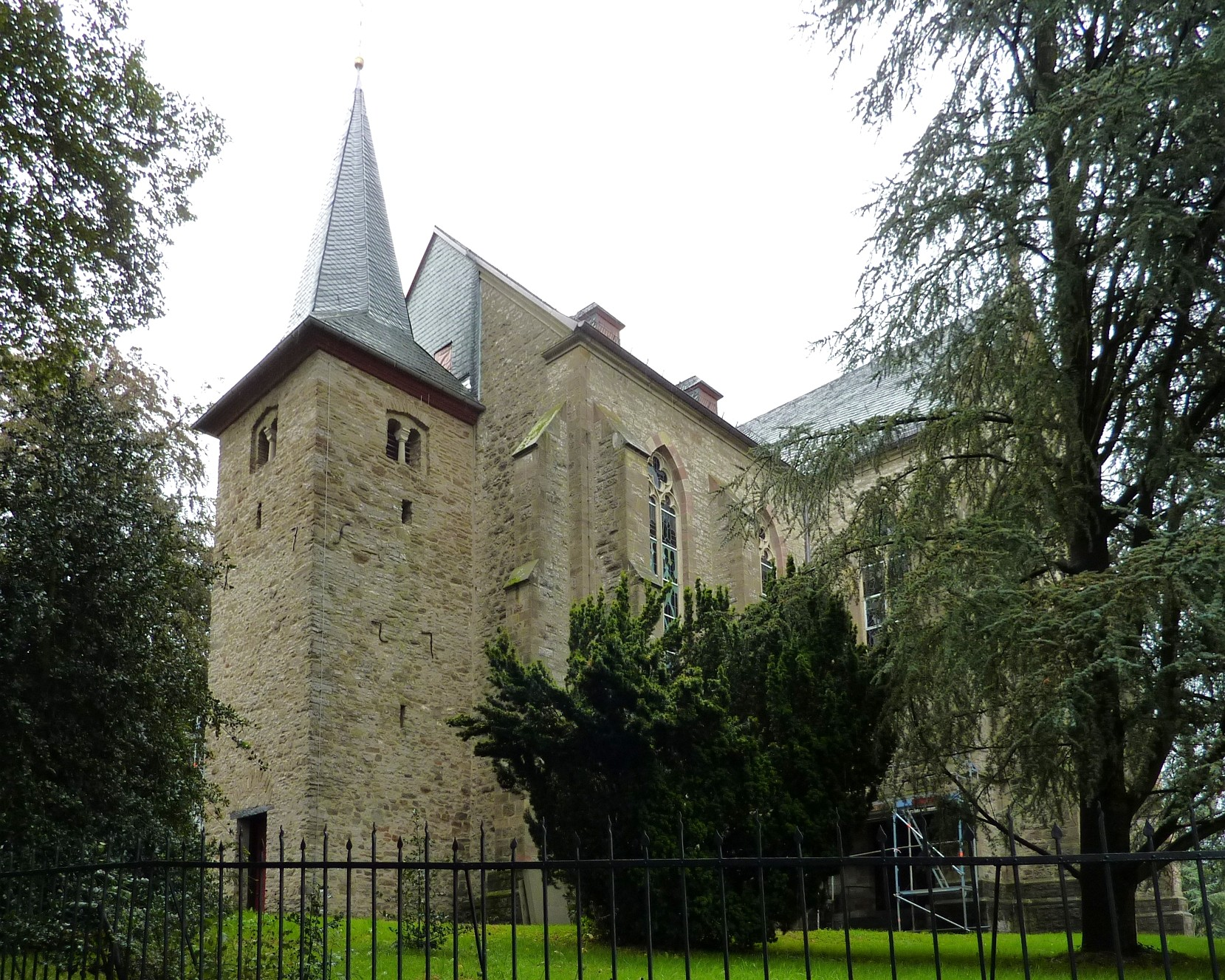
Blick zum romanischen Turm, der niedriger ist als das neugotische Langhaus

St. Nikolaus ist die römisch-katholische Pfarrkirche von Kürten-Dürscheid (Rheinisch-Bergischer Kreis) in Nordrhein-Westfalen.

## Geschichte
1217 ist der Besitz einer Mühle in Dürscheid durch die Kommende der Johanniter auf Schloss Burg belegt. Von dort aus wurde eine neue Kommende in Herrenstrunden gegründet, zu der die Pfarrkirche in Herkenrath gehörte. 1413 wurde die aus dem 13. Jahrhundert stammende Kirche zu Dürscheid Filiale von Herkenrath und unterstand dem Johanniterorden. 1727 wurde der Neubau eines neuen Langhauses erforderlich, weil das alte Kirchenschiff aufgrund von Baufälligkeit eingestürzt war. Der vorhandene Turm wurde mit Eisenankern gesichert, die die Jahreszahl 1727 anzeigen. 1895 wiederum entschloss man sich wegen des starken Bevölkerungswachstums zum Bau einer großen neogotischen Kirche an Stelle des alten Langhauses, Pläne auch zum Abbruch des romanischen Turms wurden aus Geldmangel nicht in die Tat umgesetzt, so dass sich heute ein eigentümliches Bild zeigt, da der Turm in seinen Ausmaßen nicht zu den Proportionen der neuen Kirche passt.

## Ausstattung
Auffälligstes Merkmal der Kirche sind die Fensterverglasungen. Die drei neugotischen Chorfenster wurden kurz nach dem Neubau des Langhauses 1896 eingebaut. Sie zeigen die Motive St. Nikolaus, die Kreuzigung Christi sowie Jesus mit zwei Jüngern am See Genezareth. Zwischen 1965 und 1984 wurden durch Hans Lünenborg 14 Fenster im Kirchenschiff gestaltet. Diese stellen die Sieben Werke der leiblichen Barmherzigkeit und die Sieben Werke der geistigen Barmherzigkeit in Szenarien aus dem Leben von biblischen Gestalten und Heiligen dar.